# 安藤方之
安藤 方之（あんどう まさゆき、1933年または1934年 - 1996年6月11日）は、日本の狂言師である。鷺流狂言師。

## 経歴・人物
山口県山口市仁保中郷生まれ。山口大学教育学部卒業後、小学校・中学校の教員に採用される。狂言に関心を持つようになり、1977年に山口鷺流狂言保存会(1954年結成)に入る。狂言師としての活動に邁進し、山口県の文化継承に貢献した。1996年6月11日、腎癌のため62歳で死去。

## 業績
- 山口県無形文化財鷺流狂言技術保持者 認定（1983年）

同時期に加屋野幸治、小林栄治、梶山亀久男がいる。

## その他
- 「山口県史 史料編 現代1 県民の証言 体験手記編」(1999年 / 山口県編集)
  - 四戦時下の学校と青少年………p.387
- 『国民学校の聴音訓練』………p.402[5]